# N-1411
La N-1411, actualment N-260R, és una carretera de titularitat estatal de la Xarxa de Carreteres del Pirineu que transcorre per la comarca de Cerdanya.

## Recorregut
La carretera travessa paral·lelament el municipi ceretà de Baltarga i dona accés a la LP-4033a, direcció a Bellver de Cerdanya i Riu de Cerdanya.
La carretera neix a la N-260 i acaba enllaçant amb:
- C-16, cap al Túnel del Cadí, Berga i Barcelona.
- LP-4033b, cap a Prats i Alp.